# Agrostis divaricatissima
Agrostis divaricatissima är en gräsart som beskrevs av Carl Christian Mez. Agrostis divaricatissima ingår i släktet ven, och familjen gräs. Inga underarter finns listade i Catalogue of Life.